# María de Wurtemberg

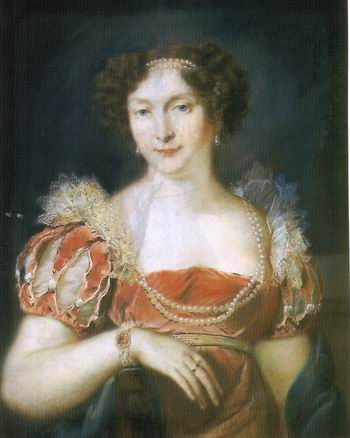
Retrato en colores pastel en 1850, Castillo de Callenberg.

María de Wurtemberg (en alemán, Marie von Württemberg; Coburgo, 17 de septiembre de 1799-Gotha, 24 de septiembre de 1860) fue la duquesa de Sajonia-Coburgo-Gotha entre 1832 y 1844 como la segunda esposa del duque Ernesto I. Como tal, ella era la madrastra del príncipe Alberto, consorte de la reina Victoria del Reino Unido.

## Biografía

### Primeros años
María era la hija mayor del duque Alejandro de Wurtemberg y de su esposa, la princesa Antonieta de Sajonia-Coburgo-Saalfeld. Era la mayor de cinco hermanos, aunque solo dos aparte de ella sobrevivirían a la infancia, Alejandro y Ernesto. El Reino de Wurtemberg, como era conocido desde 1806 en adelante, fue una entidad importante en Alemania en el nivel de Prusia, Baviera y Sajonia, con conexiones a las familias reales inglesa y rusa. Esto era debido a que su madre era hermana de la duquesa de Kent, el rey Leopoldo I de Bélgica. 
María creció en el Palacio Fantaisie en Bayreuth; dicho palacio había sido herencia de su abuela paterna, Federica de Brandeburgo-Schwedt. Como su padre era un general en el ejército ruso, y más tarde gobernador de Bielorrusia y el ministro de Transporte de Rusia, la familia vivió desde 1802 hasta 1832 en Jelgava (la actual Letonia) y en un palacio de San Petersburgo. Visitaba a menudo la corte imperial rusa, donde tenía una cercana relación con su tía, la zarina María Fiódorovna (nacida como la duquesa Sofía Dorotea de Wurtemberg). La dama de honor Alejandra Rosset escribió: “A veces ella (la emperatriz) invitaba a cenar a su sobrina, la princesa María de Wurtemberg, era muy agradable, pero tímida”. En 1817, la princesa, junto con su madre, fue una de las personas que conocieron a la princesa Carlota de Prusia, prometida del gran duque Nicolás Pavlovich (el futuro zar Nicolás I de Rusia), con quien tendría una gran amistad.
En el período 1819-1821, junto con sus padres, realizó un largo viaje a Alemania y Austria. Visitaron Baden y Viena, luego Stuttgart y Múnich. En 1821, mientras visitaba a sus parientes en Coburgo, María conoció por primera vez a su abuela, Augusta de Reuss-Ebersdorf. A principios de abril de 1820, también asistieron a la boda del rey Guillermo I de Wurtemberg y su prima hermana, Paulina de Wurtemberg. María disfrutó especialmente de su visita a Viena, y la describió como "felicidad descarada". También le encantaba la música y se sentía como en casa con el Wiener Walz. El emperador Francisco I de Austria, el cual se había estado casado con la tía de María, Isabel, aunque ella murió trágicamente al dar a luz en 1790, debido a eso consideraba a los Wurtemberg como parte de su familia. También se mantuvo en contacto con su prima, Paulina, después de su boda. A su regreso, vivió en San Petersburgo en un lujoso palacio en el Jardín Yusupov, donde se mudó su familia. Ocupó un alto cargo en la corte, participó y fue testigo de muchos eventos importantes.
En Coburgo, en julio de 1819, María incluso conoció a la mujer a la que un día reemplazaría como duquesa, Luisa de Sajonia-Gotha-Altemburgo. Luisa estaba entonces en un estado de embarazo avanzado del que sería el príncipe Alberto. Notaria el encanto y la naturalidad de Luisa. En agosto de 1819, su amiga Carlota dio a luz a una hija llamada María Nikolaevna. María le escribió:

“No puedo decirte lo feliz que me sentí cuando descubrí que el cielo te había dado una princesita. […] Que Dios dé salud a la hermosa madre ya su querido hijo recién nacido; Este deseo es sincero, créelo, querida Carlota".

Su madre Antonieta murió el 14 de marzo de 1824 y con solo 44 años. Estuvo enferma solo por un corto período de tiempo, y María describió la dolorosa enfermedad a su tío, Fernando, en Viena. Ella escribió:

“Alrededor de las 5 en punto fui a su habitación por última vez y le besé la mano fría. […] Alrededor de las diez, querido tío, la madre angelical ya no estaba. Murió como un ángel; su muerte fue tan suave y edificante. No puedo escribir más hoy".

Su madre había muerto en San Petersburgo y, por ahora, María permanecía allí. Participó en las celebraciones de la coronación de Nicolás I en agosto de 1826 en Moscú.

### Matrimonio
El matrimonio de su tío, Ernesto I de Sajonia-Coburgo-Gotha, con Luisa se había desmoronado y se divorciaron en marzo de 1826. Tras esto, Ernesto había estado ansioso por encontrar una nueva novia, buscó inicialmente una esposa de un alto estatus, pero se encontró que su edad y mala reputación limitaba sus opciones. Mientras tanto, la madre del duque, la duquesa Augusta, planeo que su nieta María fue la nueva esposa de su hijo. El duque era su tío (hermano de su madre, Antonieta) y era 15 años mayor que ella. La unión tío-sobrina estaba en ese momento empezando a no estilarse entre la realeza europea. 
Pocos meses después del divorcio de su hijo, Augusta le escribió a su hijo Fernando:

"Ernesto debe casarse de nuevo; con María, este es mi único deseo, ¡y el emperador ruso podría hacer algo por ella con respecto a su situación financiera!... Respecto a María, olvidé escribir algo más: uno podría desear que por el bien del recuerdo de su inolvidable difunta madre, el emperador ruso hiciera algo por ella en términos monetarios en caso de que se casara...".

Los planes de la duquesa se cumplieron, en gran parte gracias a la ya ahora emperatriz Alejandra Fiódorovna, amiga de María. Desde la primavera de 1827, todo el círculo familiar de Coburgo conocía su situación financiera. Escribiéndole a su abuela, le dijo:

"Tú, amada abuela, por supuesto, estarás increíblemente feliz cuando sepas que el emperador, el más noble, el más generoso de todos, a pedido de su querida y amable esposa, satisfizo todos nuestros, todos mis deseos en relación con nuestros asuntos. muy generosamente, y se asentaron de la manera más favorable para nosotros... Un futuro tranquilo se ha abierto ante mí, ¡soy rica!"

Tres años después en 1829, el duque Ernesto I le hizo a María la tan esperada propuesta oficial, la cual aceptó. Posteriormente le pidió oficialmente a su padre permiso para casarse con ella el 2 de mayo de 1830. Él le escribió felizmente que esperaba que sus hijos encontraran una "verdadera madre" en ella. Desafortunadamente, María también se enfermó durante este tiempo y no pudo volver a escribirle a su prometido hasta octubre:

“Debes estar enojado conmigo de nuevo, pero esta vez soy completamente inocente. Mi debilidad apenas me permite escribir estas líneas. Eres el primero al que le escribo después de mi prolongada enfermedad. Muy gravemente enferma por una fiebre biliar violenta, estuve enferma durante más de un mes".

Después de algunos años de largas negociaciones y tras la muerte de Luisa, la exesposa, en 1831, víctima de cáncer, el 6 de septiembre de 1832 finalmente se firmó el contrato matrimonial en Stuttgart, y María, acompañada de su padre y hermanos, abandonó Rusia para siempre. El matrimonio tuvo lugar en la sala de audiencias del castillo de Ehrenburg en Coburgo, el 23 de diciembre. Fue el triunfo de la duquesa Augusta, la cual también había muerto el año anterior. María tenía 33 años y Ernesto 48. 
Como resultado de esta unión, María se convirtió en madrastra de Ernesto II y del príncipe Alberto, el futuro marido de la reina Victoria del Reino Unido. María era también su prima. Ernesto y sus hijos se reunieron con María en el castillo Thalwitz y la acompañaron a los ducados al comenzar su matrimonio. Los niños anhelaban una madre, y el joven Ernesto le escribió en abril de 1833: “Querida mamá, me alegré mucho cuando supe que habías llegado a Gotha muy feliz y bien. […] Vivimos en la dulce y constante esperanza de tenerte cerca de nosotros de nuevo".
Solo siete meses después de la boda, el padre de María, el duque Alejandro, enfermó gravemente. Ella fue a Gotha a verlo y el joven Ernesto le escribió allí: “Solo la esperanza permanece con nosotros; no nos deja, y nos duele la enfermedad de tu padre. [..] Vuelve pronto con nosotros”. Tres días después de la carta del joven, murió su padre a la edad de 62 años. La corte estuvo de luto durante tres meses. A medida que los niños crecían, escribían regularmente a María. Ella les mostró un cariño maternal, pero en general, su crianza estuvo en manos de su padre. Aunque no tendría un gran impacto en la vida de sus hijastros, mantendría una relación feliz con ellos, convirtiéndose en madrina (en ausencia) del primer hijo de Alberto y Victoria, Alberto Eduardo, príncipe de Gales, (posterior rey Eduardo VII del Reino Unido) en 1841.

### Vida como duquesa
El historiador Gillian Gill describe a María como una "severa y melancólica dama". Su matrimonio no fue feliz; María quiso mantener su independencia de su esposo y no le permitió interferir en sus asuntos. Sufrió al menos dos abortos espontáneos, los cuales según los informes, casi le costaron la vida. Debilitada, viajó a una cura de aguas a la localidad costera de Travemünde. Le escribió a su esposo: 

“Los dos abortos espontáneos que se sucedieron tan rápidamente han afectado profundamente mi salud y mi cuerpo y requieren el uso de las aguas. Primero para ayudar a fortalecer los nervios y en segundo lugar para lograr la esperanza en el futuro, ¡para ser madre de un niño sano, si Dios lo quiere!”.

Desafortunadamente, el deseo de María nunca se haría realidad: no tendría hijos. Su matrimonio rápidamente se distanció, en gran parte viviendo en fincas independientes. Ernesto prefirió Coburgo y Marienbad, la duquesa seguía yendo a Travemünde. En una de las cartas, la tía de la duquesa, Sofía, calificó de "grosero" el comportamiento de su hermano hacia su esposa, "la humilló delante de todos y siempre bromeó estúpidamente sobre el hecho de que se volvió a casar". 
Como duquesa reinante, María dedicó gran parte de su tiempo a actividades sociales. Estaba interesada en la literatura, música, teatro y arte. La nueva construcción del primer teatro en Coburgo, fue inaugurada en su cumpleaños número 41, donde desde 1842, Franz Liszt se presentaba algunas veces y la visitaba a menudo. Ella personalmente se hizo cargo de sus sirvientes. En 1836, asumió la dirección de la Gothaer Marien-Institut, una institución privada de educación para niñas. El 3 de mayo de 1842, donó 2.000 táleros para establecer un refugio para niños pequeños en Coburgo, inspirado en un instituto similar en la capital, Gotha. El "Marienschulstiftung" (Fundación Marie School) comenzó a funcionar ese mismo año y aún funciona hoy como una fundación independiente en Coburgo, con un jardín de infantes y desde algunos años también una guardería. La institución se ha ubicado desde 1869 en un edificio que María tenía, "Park 1", en Coburgo.

### Relación con sus hijastros
Mientras que Alberto se refirió a ella como "querida mamá" en sus cartas, ambos mantuvieron correspondencia durante toda su vida, lo que ha ayudado a los historiadores a obtener una mejor comprensión de su relación. María no asistió a varios eventos importantes en las vidas de sus hijastros, tales como la confirmación y coronación de la reina Victoria (María citó como excusa las inclemencias del tiempo para el primero), así como el 10 de febrero de 1840, cuando el príncipe Alberto se casó con la reina, haciendo a María la madrastra de la reina británica. Ella y Ernesto habían sido invitados a la coronación de la reina Victoria en 1838, no está claro por qué no estuvo en la boda. Alberto le escribió a su madrastra después de comprometerse con Victoria y también durante los días previos a la boda. Escribió:

“La despedida en Gotha fue bastante triste para mí y no he estado muy alegre desde entonces porque los últimos eventos en Inglaterra no me sientan bien. La gente se comporta bastante miserablemente por todos lados hacia mí...".

Después de la boda, escribió pidiendo su bendición, cuando nació el futuro rey Eduardo VII en 1841, le pidió a María que se convirtiera en madrina. Ella estuvo de acuerdo pero no asistió al bautizo y la madre de Victoria actuó como su representante. Alberto incluso le había escrito específicamente que: "No debes tener miedo de aparecer en persona, ya que un apoderado puede ser muy útil".
En 1842, el joven Ernesto se casó con Alejandrina de Baden, dándole a María otra nuera. Pero mientras Victoria y Alberto tendrían nueve hijos, la unión entre Ernesto y Alejandrina no tendría hijos, probablemente debido a la enfermedad venérea de Ernesto.

### Viudez y últimos años
El 29 de febrero de 1844, María quedó viuda cuando Ernesto murió a la edad de 60 años. Le escribió a Alberto: 

“El pobre, buen duque, querido niño infeliz, ya no existe. […] De repente cuando se levantó de la cama, se sintió tan cansado y falto de fuerzas y a las seis y media falleció después de pedir ayuda con mucha prisa y decir: 'Oh, no puedo soportarlo', y terminó sin gran agonía y gran dolor".

Aunque ya no era duquesa reinante, María eligió como sus residencias los castillos de Reinhardsbrunn, Friedrichsthal (donde pasaba los veranos) y Friedenstein, todos en Gotha. Ella optó por regresar a Coburgo los inviernos y para satisfacer con sus visitas a parientes ingleses. En invierno vivía ahí y en verano en el castillo de Friedrichstahl en Gotha. Le tomó bastante tiempo establecer sus derechos, e incluso tuvo que pedirle a Alejandrina que intercediera ante su hijastro, Ernesto II, en su nombre. Sobreviviría a su marido 16 años. A medida que la familia de Alberto crecía, María también se mantuvo en contacto con ellos. Ella le escribió al príncipe de Gales con motivo de su confirmación y él le respondió, llamándola "abuela". Conoció a su nieta, Victoria, poco después de su matrimonio con el príncipe Federico de Prusia en 1858, y la reina Victoria le escribió a su hija preguntándole si encontraba que "la abuela se veía tan vieja". También mantuvo correspondencia con la princesa Alicia con bastante regularidad.

### Muerte
Incluso en el momento en que vivía en Rusia, a menudo María estaba enferma, sufría dolores neurológicos, reumatismo y ataques de migraña, que le impedían moverse activamente. Los últimos años de su vida se movió en silla de ruedas. Para julio de 1860, estaba claramente enferma cuando Alberto escribió lo “¡infeliz que me hace saber que tienes tanto sufrimiento!”. La última carta a su madrastra está fechada el 13 de septiembre de 1860 y llega con sus felicitaciones por su cumpleaños tres días después. Agrega: "Me alegró saber que le ha ido mucho mejor en los últimos días".
Una de las últimas cartas de María fue para su nuera, Alejandrina, y fue dictada a Julia von Wangenheim. “Alberto me regaló una silla de ruedas maravillosa, que lamentablemente ya no puedo prescindir en el salón, tanto para caminar; ¡es una obra maestra inglesa!". Desafortunadamente, moriría solo tres días en el castillo Friedenstein a las 7:45 p. m. del 24 de septiembre de 1860. Había estado sufriendo de erisipela con fiebre alta y "el dolor más terrible". Había fallecido después de una noche de luchar por respirar con "la expresión de la paz".
Sus últimos deseos fueron escritos:

“Queridos seres queridos, los devotos me acompañarán a mi lugar de descanso final, incluso mis buenos sirvientes no me irán pero prohíbo acompañarme a cualquiera que esté sufriendo o enfermo. Debería haber el menor esfuerzo posible para mi funeral. Mi ataúd debe ser sencillo, mi ropa de muselina blanca, sencillos sombreros matutinos que siempre uso para que no se vea ningún pelo. Una almohada para la cabeza con avena blanca con encaje que he hecho. Deseo descansar bajo el cielo abierto de Dios, pero quiero someterme a los deseos de mis familiares”.

Está enterrada en el mausoleo ducal del Cementerio Glockenburg en Coburgo, junto a su esposo y la primera esposa de este, Luisa. Según Alberto, “en sus sentimientos, mi madre siempre ha sido rusa y nunca pudo sentir que había echado raíces aquí”. El moriría un año después que ella.

## Títulos y órdenes

### Títulos
| ● 17 de septiembre de 1799-23 de diciembre de 1832: | Su alteza la duquesa María de Wurtemberg            |
| ● 23 de diciembre de 1832-29 de enero de 1844:      | Su alteza la duquesa de Sajonia-Coburgo-Gotha       |
| ● 29 de enero de 1844-24 de septiembre de 1860:     | Su alteza la duquesa viuda de Sajonia-Coburgo-Gotha |

### Órdenes
- Dama gran cruz de la Orden de Santa Catalina.[11] ( Imperio ruso)
- Dama de la Orden de la Reina Santa Isabel.[11] (Reino de Portugal)